# Eternal E
Eternal E é uma coletânea musical das melhores músicas do falecido rapper Eazy-E. foi lançado no dia que comemorou 1 ano da morte de Eazy
essa coletânea possui uma faixa que iria ser utilizada no álbum Str8 off tha Streetz of Muthaphukkin Compton de 95' com participação de Dr. Dre e tambem possui 
a faixa feita pelo seu filho Lil Eazy-E chamada de A Lil' Eazier Said

## Faixas
1. Boyz-n-the-Hood (Remix)
2. 8 Ball (com N.W.A)
3. Eazy-Duz-It (com N.W.A)
4. Eazy-er Said Than Dunn
5. No More ?'s
6. We Want Eazy (com N.W.A e The D.O.C.)
7. Nobody Move (com MC Ren)
8. Radio (com MC Ren)
9. Only If You Want It
10. Neighborhood Sniper (com Kokane)
11. I'd Rather Fuck You (com N.W.A)
12. Automobile (com N.W.A)
13. Niggaz My Height Don't Fight
14. Eazy Street (com Dr.Dre)

### Bonus
1. Real Muthaphuckkin G's (com Dresta e BG Knocc Out)
2. Ole School Shit
3. A Lil' Eazier Said (Gangsta Memorial Edition bonus track)

## Vídeos
- We Want Eazy
- Eazy-er Said Than Dunn
- Straight Outta Compton (Street Version) - NWA
- 100 Miles And Runnin '- NWA
- Appetite for Destruction (Extended Version Street) - NWA
- Only If You Want It
- Real Muthaphuckkin G's
- Neighborhood Sniper (Street Version)
- Just tah Let U Know